# Ulla Hodell
Ulla Greta Björnsdotter Hodell, född 22 oktober 1925 i Stockholm, död 21 augusti 2009 i Köpenhamn, Danmark, var en svensk skådespelare och revyregissör.
Hon engagerades som revyskådespelare vid Casinoteatern där hon även var medregissör vid revyn Sista skriket 1943 samt som skådespelare vid Chinateatern. Hon var dotter till revyförfattaren Björn Hodell, syster till författaren Åke Hodell och tvillingarna Lasse och Olle Hodell. Ulla Hodell gifte sig 1947 med den danske teaterdirektören Peer Gregaard och flyttade till Danmark.

## Filmografi
- 1938 – Sigge Nilsson och jag
- 1939 – Skanör-Falsterbo
- 1939 – Mot nya tider
- 1940 – Swing it, magistern!
- 1941 – Lärarinna på vift
- 1945 – Blåjackor
- 1945 – Åh, alla dessa grabbar

## Teater

### Roller
| År   | Roll | Produktion                            | Regi          | Teater        |
| ---- | ---- | ------------------------------------- | ------------- | ------------- |
| 1936 |      | Resan till leksaksland Guido Valentin | Calle Flygare | Södra Teatern |